# 손드레 레르케
손드레 레르케 베울라르(노르웨이어: Sondre Lerche Vaular, 1982년 9월 5일 ~ )는 노르웨이의 싱어송라이터이다.